# 象 (クルアーン)
象（アル・フィール、アラビア語: سورة الفيل）とは、クルアーンにおける第105番目の章（スーラ）。5つの節（アーヤ）から成る。章題は第1節の「象の人々」に由来しており、西暦570年頃に戦象を引き連れてマッカを襲ったエチオピア軍が神の奇跡で退けられた様子が描かれている。この年は「象の年」と呼ばれており、伝統的にはムハンマドが誕生した年であるとされているものの異説も存在する。クルアーン注釈書では、この神の奇跡がなされた50日後にムハンマドが生まれたとされている。象章は、次のクライシュ族章と併せて1つの章だったのではないかという説も存在しており、この2章をひと続きの章として解釈されることもある。文体はクルアーンに良く見られる母音韻が踏まれており、語尾の短母音を無視する形で「īl」の韻が踏まれている。

## 歴史背景
当時、海洋貿易の権益を確保するため紅海からアラビア海にかけての沿岸地方への勢力拡大を目指していたビザンツ帝国は、同じキリスト教国であるエチオピアのアクスム王国を後援して525年にイエメンのヒムヤル王国を滅ぼして支配下に置くなど、アラビア半島に勢力を伸ばしていた。エチオピア軍がマッカに侵攻した目的は、キリスト教国であったアクスム王国が多神教の神殿であるマッカのカアバ神殿を破壊して教会を建てるためだったとも、イエメンからガザに至る陸上交易路の中間に位置していたマッカの商業都市としての重要性に目をつけたとも、商業により繁栄していたマッカの資産を奪うためだったともいわれている。また、ジャラーラインのクルアーン注釈では、メッカの巡礼者を奪うためにイエメンのサナアに建設した教会に対してキナーナ族（ムハンマドの出自であるクライシュ族を支族に含む部族）の若者が汚物で侮辱したため、その報復としてマッカのカアバ神殿の破壊するためにマッカを攻撃したとされる。
エチオピア軍がマッカに侵攻した時のクライシュ族の指導者はアブドゥルムッタリブであった。アブドゥルムッタリブはムハンマドの祖父に当たる人物であり、後に両親を亡くしたムハンマドを引き取り彼の保護者となっている。アブドゥルムッタリブはエチオピアの侵攻の際に自身の資産であるラクダをエチオピアに奪われたが、その返還交渉の際にラクダを返還する代わりにカアバ神殿の安堵を約束するというエチオピア王の提案に対して、神殿は神が自分の手で守ると言ってラクダの返還を求めている。このエピソードから、イスラム研究者の小杉泰はクライシュ族はエチオピアに対抗できるだけの軍事力を有していなかったと述べている。

## 内容
巨象を引き連れてマッカを襲ったエチオピア軍が神の奇跡で退けられた様子が描かれている、5節からなる短い章である。エチオピア軍が引き連れてきた象は全部で13頭おり（伝承により象の頭数についてはばらつきが見られる）、もっとも巨大な象はマフムードという名であった。野獣がカアバ神殿に近付くとおとなしくなるという伝承があり、エチオピア軍が連れて来た戦象もカアバ神殿に近づけさせると跪き、攻撃を行わなかったと伝えられている。神が起こした奇跡として、鳥の群れがエチオピア軍の頭上を襲い石つぶてを投げつけ、それを受けたエチオピア兵に疱瘡ができて疫病が蔓延したとされる。鳥はエチオピアから海を越えてやってきたとされ、その姿は緑色で獣の頭をしていたとも、鳥の鼻と犬の足を持っていたともされる。疫病の描写の様子から、軍事力に勝っていたエチオピア軍がマッカに入城することなく壊走したのは天然痘が蔓延したためではないかと推測されている。第1節ではアッラーフがムハンマドに対して、これらの奇跡を「見なかったか」と語りかけているが、これは人々の間に伝わる伝承を伝え聞いているということを指しており、いわゆる象の年に生まれたムハンマドがこの奇跡を実際に見ていたということではない。クルアーン学者であるリチャード・ベルは本章の主題を「懲罰を説くことよりも預言者を鼓舞することにある」と述べている。